# Transsibiřská magistrála
Transsibiřská magistrála, rusky Транссибирская магистраль, zkráceně Transsib (Трансси́б), je nejdelší železniční trať na světě, hlavní dopravní tepna Ruska, probíhající v délce 9 288 km z Moskvy do Vladivostoku. Stavba započala za vlády cara Alexandra III. a trvala 26 let.

## Vznik a historie

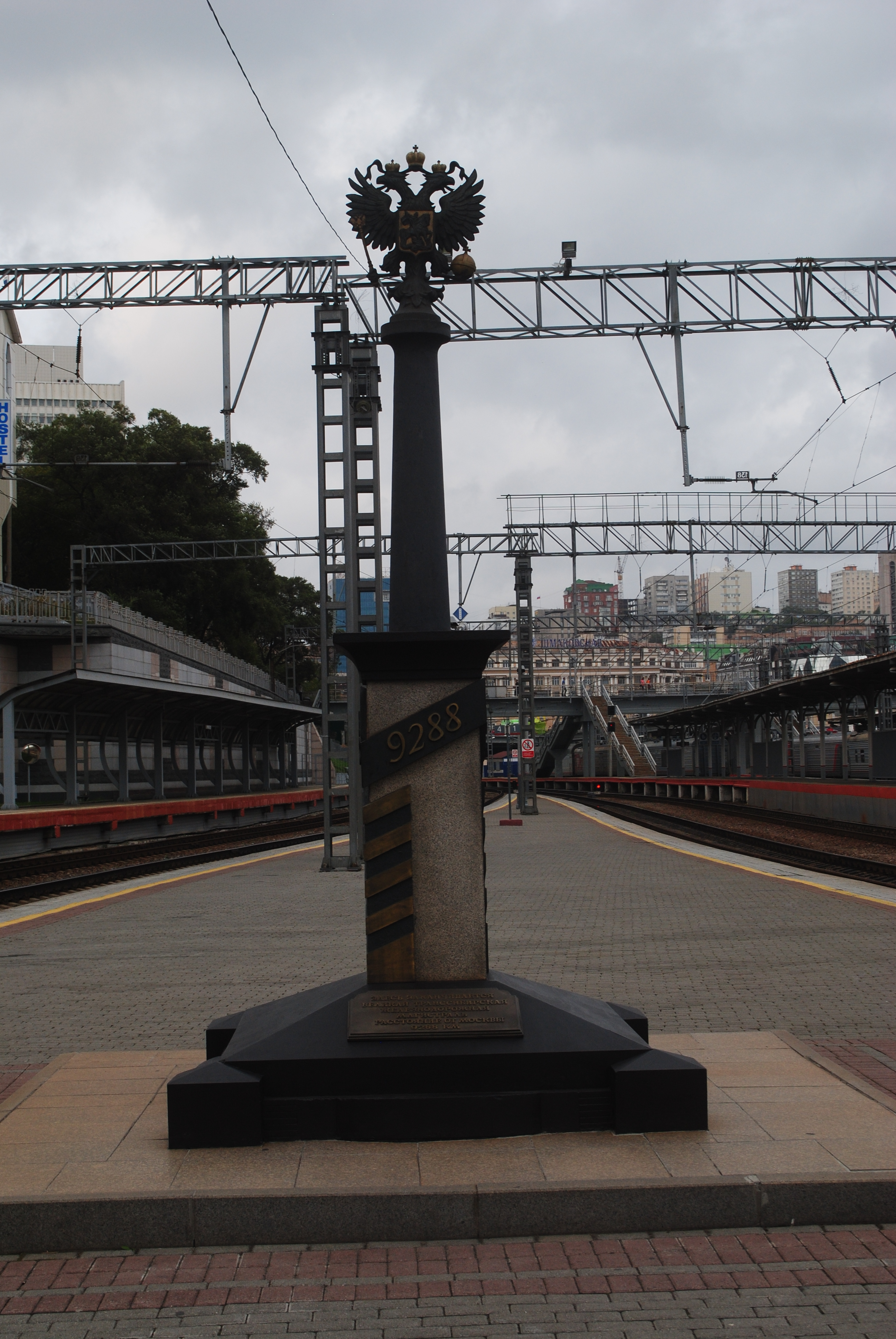
Kilometrovník 9 288 na nástupišti ve Vladivostoku

S rozvojem dálněvýchodních oblastí Ruské říše, zvláště po založení přístavu Vladivostok v roce 1860, který měl zajistit kontrolu nad pobřežím Tichého oceánu, vyvstala kolem roku 1880 potřeba lepšího a rychlejšího dopravního spojení s evropskou částí Ruska. Roku 1891 byl na popud Sergeje Witteho, tehdy vedoucího odboru železnic na ruském ministerstvu financí, zahájen ambiciózní plán na propojení celé Sibiře pomocí železniční trati; stavělo se od obou konců a pokračovalo se ke středu. Tam, kam dorazila trať, vznikala nová města. Některá sice rychle zanikla, ale jiná, jako např. Novosibirsk, se postupně stala velkoměsty. Na západě překročila trať Ural již předtím, v roce 1890 (na tomto místě dnes označuje kilometrovník 1 777 hranici mezi Evropou a Asií), a roku 1898 dosáhla železnice město Irkutsk při západním břehu Bajkalského jezera. Po dostavbě trati do Chabarovska bylo možno železnici napojit na již existující úsek Chabarovsk – Vladivostok. Trasa tak byla téměř v celé délce dokončena, až na krátký úsek kolem Bajkalského jezera, přes které musely být vlaky přepravovány loďmi. Roku 1903 byla zahájena pravidelná přeprava z Petrohradu do Vladivostoku prostřednictvím Čínsko-dálněvýchodní dráhy, vedoucí přes čínské Mandžusko do jihovýchodního cípu Ruské říše (trasa Tarskaja – Charbin – Ussurijsk). V následujícím roce byl dostavěn zbývající 207 km dlouhý úsek trati kolem jižního břehu Bajkalu a slavnostně odevzdán do provozu 29. října (16. října podle juliánského kalendáře) 1905. Tohoto dne tak spojily železniční koleje bez přerušení břehy Atlantského a Tichého oceánu. Závěrečné práce na úseku trati podél řeky Amur, směřujícím do Vladivostoku po ruském území, byly završeny zprovozněním mostu přes řeku Amur u Chabarovska 18. října (5. října) 1916. V letech 1918 až 1920 se po magistrále přesunovaly československé legie o síle okolo 70 000 mužů. Návazně zde během sibiřské anabáze a ruské občanské války působily také vojenské jednotky Američanů, Francouzů a Britů, značnou část magistrály ovládali především Japonci, kteří také profitovali z obchodu. K zajištění správy dopravy byla podepsána Mezispojenecká železniční úmluva.
Roku 1929 se začalo s elektrifikací transsibiřské magistrály, která trvala dlouhých 73 let. Poslední etapa byla dokončena 25. prosince 2002, což umožnilo zdvojnásobení hmotnosti vlaků až na 6 000 tun.

## Dnešní provoz

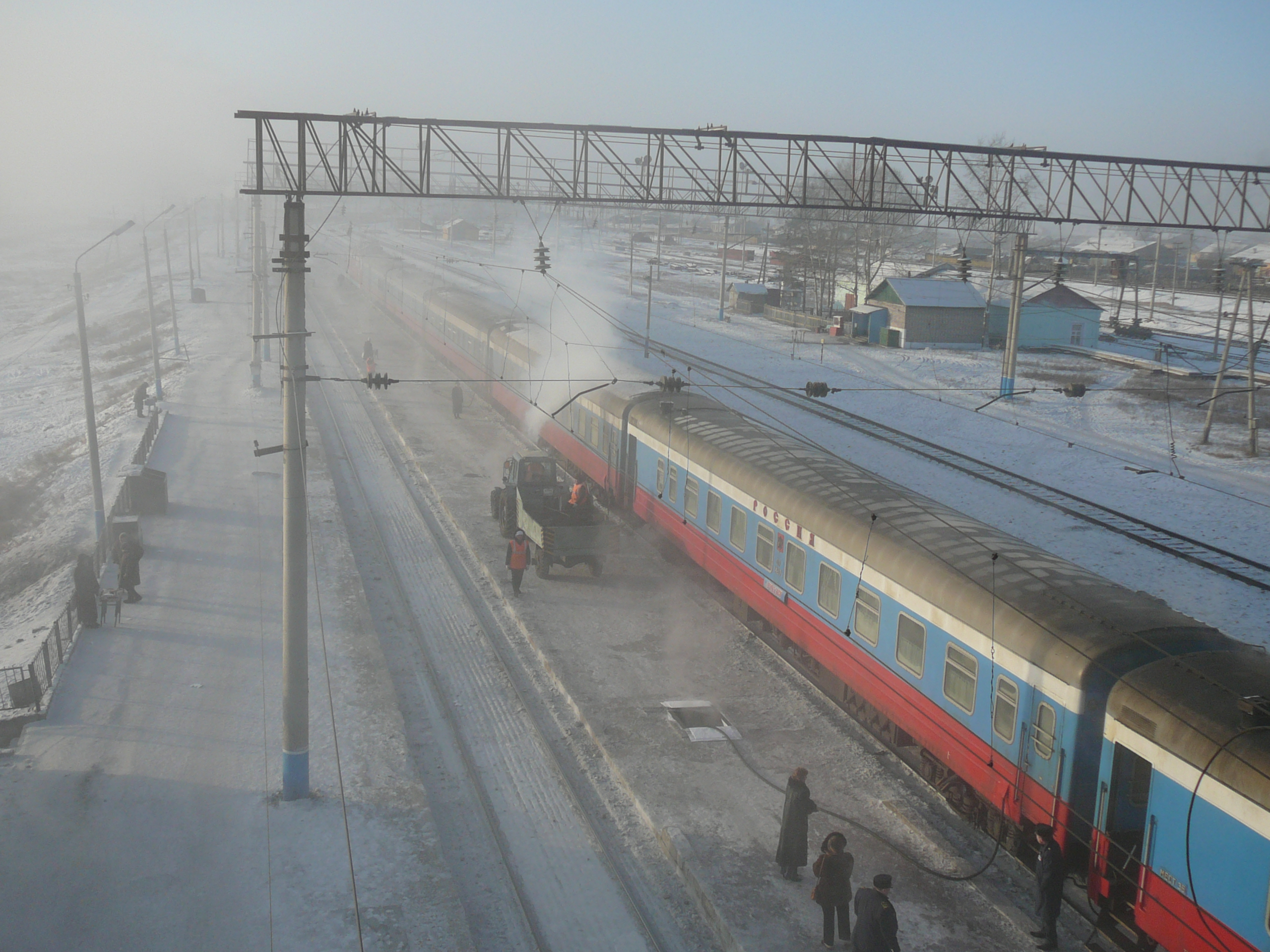
Expresní vlak „Rossija“ při teplotách −40 °C.

Každé dva dny vyjíždí už přes 40 let klasický expresní vlak č. 2 „Rossija“ z Jaroslavského nádraží v Moskvě, aby o šest dní později dorazil do Vladivostoku. Před sto lety k tomu potřeboval vlak 16 dní. Jeho vagóny byly od té doby několikrát modernizovány, dnes musí vydržet teploty od −40 °C do 40 °C. Na každé zastávce se cestující mohou zásobit zbožím, které na nástupištích prodávají místní prodavačky. Dnes je Transsibiřská magistrála velmi důležitá nejen pro přepravu cestujících, ale hlavně z obchodního hlediska. Celkem se po ní do Evropy ročně přepraví asi 20 000 kontejnerů.[zdroj?] Jen z Japonska je to 8 300 kontejnerů se zbožím ročně,[zdroj?] což je asi třetina z celkového vytížení trasy. Ruské ministerstvo dopravy plánuje další technická zlepšení jednotlivých tras, aby mohlo být na nich přepraveno ještě více zboží.
I pro oblasti západně od vlastní transsibiřské magistrály existují dalekosáhlé plány. Uvažuje se o prodloužení tohoto železničního koridoru, resp. o zlepšení přepravních možností na stávajících železničních drahách (problém s rozdílnými rozchody kol) z Moskvy až do Vídně v Rakousku (přes Maďarsko) a také o tom, aby byl umožněn rychlejší průjezd nákladních vlaků (i z Číny) do německého Duisburgu přes Polsko.

## Města na Transsibiřské magistrále
Podél trati leží 89 měst, níže jsou uvedena jen ta nejvýznamnější.
- Moskva (0 km)
- Jaroslavl (284 km)
- Nižnij Novgorod
- Perm (1436 km)
- Jekatěrinburg (1816 km)
- Omsk (2712 km)
- Novosibirsk (3335 km)
- Krasnojarsk (4098 km)
- Irkutsk (5185 km)
- Ulan-Ude (5642 km)
- Čita (6199 km)
- Chabarovsk (8521 km)
- Vladivostok (9288 km)

Kromě toho překračuje 16 velkých řek: Volha, Vjatka, Kama, Tobol, Irtyš, Ob, Tom, Čulym, Jenisej, Oka, Selenga, Zeja, Bureja, Amur, Chor a Ussuri.

## Další významné železniční tratě v Rusku
- BAM – Bajkalsko-amurská magistrála
- AJAM – Amursko-jakutská magistrála